# Ana María Cuervo
Ana María Cuervo (Barcelona, 14 de julio de 1966) es una bióloga celular española.
Estudió Medicina en la Universidad de Valencia, donde se graduó en 1990. En 1994 defendió su tesis doctoral sobre biología celular bajo la dirección del Dr. Erwin Kneckt, perteneciendo al Instituto de Investigaciones Citológicas de Valencia. De 1995 a 1998 realiza investigaciones posdoctorales con el Dr. Fred Dice, en la Universidad Tufts, Boston, continuando en dicha universidad hasta 2001 como profesora ayudante. A finales del 2001establece su propio grupo de investigación y pasa a formar parte también como profesora ayudante de la Escuela de Medicina Albert Einstein en  Nueva York. Actualmente ocupa la cátedra Robert and Renee Belfer para el estudio de enfermedades neurodegenerativas en esa misma universidad y es profesora titular de Biología Molecular del Desarrollo y de Medicina y codirectora del Centro de Estudios sobre el Envejecimiento. 
Es considerada una experta en el campo de la autofagia, el proceso por el cual las células reciclan sus residuos. Es también una experta en la biología molecular del envejecimiento. Su trabajo se centra en las causas de los trastornos neurodegenerativos como la enfermedad de Alzheimer y Parkinson y de enfermedades metabólicas del envejecimiento.  Su objetivo es desarrollar terapias en las que se pueda restablecer el servicio de limpieza celular normal y por lo tanto, prevenir la acumulación de proteínas tóxicas subproductos de la muerte celular y de las células afectadas por la enfermedad.
El trabajo de su grupo ha sido reconocido con más de 20 premios de prestigio internacional como Benson Award, Keith Porter Fellow, Nathan Shock Memorial Lecture Award, Vincent Cristofalo Award in Aging, Bennett J. Cohen award en biología básica del envejecimiento, Marshall Horwitz Prize por excelencia en investigación, y el Saul Korey Prize in Translational in Medicine Science. Dr. Cuervo ha recibido dos veces el premio por labor docente LaDonne Schulman Teaching Award. Dr. Cuervo ha impartido conferencia de prestigio tales como la Robert R. Konh Memorial Lecture, NIH Director’s Lecture, la Roy Walford Endowed Lecture, Feodor Lynen Lecture, Margaret Pittman Lecture, la IUBMB Award Lecture, the David H. Murdoxk Lecture, Gerry Aurbach Plenary Lecture, la SEBBM L’Oreal-UNESCO for Women in Science, Ronald Kahn Lecture y la Rockefeller Harvey Lecture.  La Dra. Cuervo fue incluida desde 2018 en la lista del 1% de investigadores más citados *(Highly Cited Researchers List). 
La Dra Cuervo es coeditora jefe de la revista Aging cell y ha servido como miembro del Consejo Científico del Instituto Nacional en Envejecimiento y del Consejo de Consejos de los Institutos Nacionales de Salud en Estados Unidos. En este momento es miembro del Panel de Consejeros Científicos del NIA y del Consejo Asesor del subdirector del NIH. En 2015, la doctora Cuervo pasó a ser miembro correspondiente internacional de la Real Academia de Medicina de la Comunidad Valenciana y, en 2017, miembro de la Real Academia de Ciencias Exactas, Físicas y Naturales. En el 2018 fue elegida miembro de la American Academy of Arts and Sciences y en el 2019 miembro de la National Academy of Sciences.   